# کریستفرید بورمیستر
کریستفرید بورمیستر (انگلیسی: Christfried Burmeister; ۲۶ مهٔ ۱۸۹۸ – ۱۲ ژوئیهٔ ۱۹۶۵) با نام سابق کریستفرید پورمیستر اسکیت‌باز سرعت اهل استونی بود.
وی در رشته‌های اسکیت سرعت ۵۰۰ متر، ۱۵۰۰ متر و ۵۰۰ متر بازی‌های المپیک زمستانی ۱۹۲۸ شرکت کرده‌است.